# David Lascelles (8e comte de Harewood)
Pour les articles homonymes, voir Lascelles.
David Henry George Lascelles, 8e comte de Harewood (né le 21 octobre 1950), est un pair et producteur de cinéma et de télévision britannique. Il est un cousin de la reine Élisabeth II, arrière-petit-fils du roi George V et figure dans l'ordre de succession au trône britannique. De sa naissance jusqu'à ce qu'il succède à son père en juillet 2011, il est connu sous le titre de courtoisie de vicomte Lascelles.

## Biographie

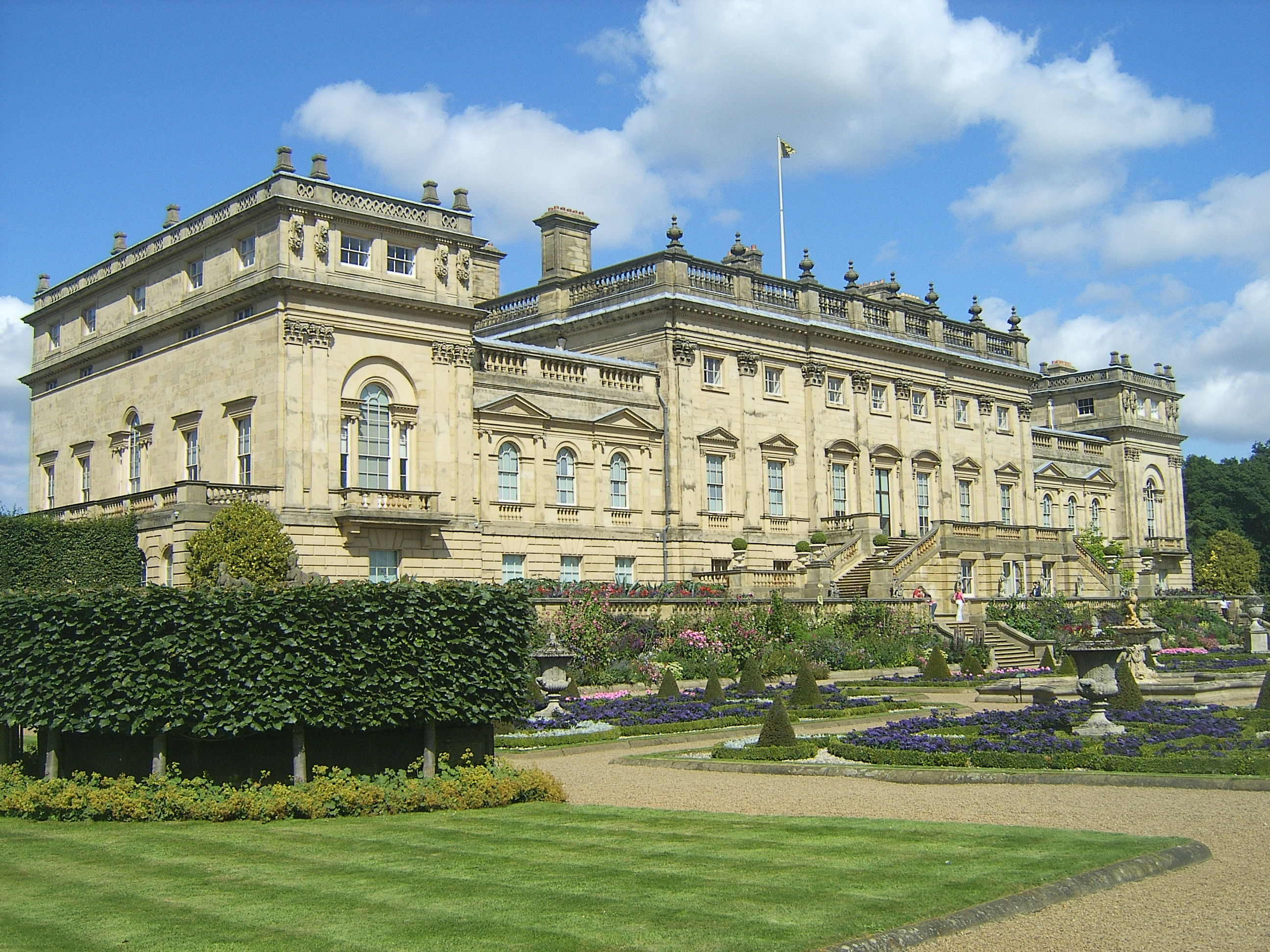
Harewood House, siège de la famille Lascelles depuis 1751.

Lord David Harewood est né dans la maison londonienne de ses parents, 2 Orme Square, Bayswater, Londres, fils aîné du 7e comte de Harewood et de sa première épouse, Marion Stein. Il est baptisé à l'église All Saints de Harewood. Son père est un cousin germain de la reine Élisabeth II. Ses parrains et marraines sont la princesse Élisabeth (plus tard la reine Élisabeth II), son arrière-grand-mère la reine Mary, la vicomtesse Boyne, Benjamin Britten et son oncle Gerald David Lascelles. Au moment de sa naissance, il est 13e dans l'ordre de succession au trône.
Le 12 février 1979 à l'église St Mary de Paddington, à Londres, il épouse Margaret Rosalind Messenger (née le 15 avril 1948 à Cheltenham), fille d'Edgar Frank Messenger et de Margaret Alice Black, mais ils divorcent en 1989. À un moment donné, elle est employée comme assistante de laboratoire à l'Université de Bristol. Ils ont quatre enfants :
- Emily Tsering Shard (née le 23 novembre 1975 à Bath), épouse le 12 février 2008 Matthew Shard. Emily et son mari sont les parents de jumeaux, Isaac et Ida (nés en 2009) et Otis (né en 2011)[2] ;
- Benjamin George Lascelles (né le 19 septembre 1978 à Bath). Bien qu'il soit le fils aîné de Lord Harewood, il ne peut pas hériter des titres de son père car ses parents n'étaient pas mariés au moment de sa naissance. Il épouse la Colombienne Carolina Vélez Robledo le 18 avril 2009 à Harewood House[3]. Le couple a un fils, Mateo, né en janvier 2013 ;
- Alexander Edgar Lascelles, vicomte Lascelles (né le 13 mai 1980 à Bath). Il est chef cuisinier et héritier présomptif du comté. Il a un fils, Leo Cyrus Anthony Lascelles (né le 22 mars 2008), de son ex-petite amie Laleh Yeganegy (née en 1980). Il épouse Annika Reed (née en septembre 1984) le 18 août 2017 à Kew Gardens, Londres. Leur fille Ivy est née en octobre 2018[4] ;
- Edward David Lascelles (né le 19 novembre 1982 à Bath). Edward Lascelles, épouse Sophie Cartlidge, le 2 août 2014 à Harewood House. Leur fils Sebastian Lascelles est né en août 2020.

Le 11 mars 1990, il épouse Diane Jane Howse (née le 9 novembre 1956 à Leafield), aujourd'hui comtesse de Harewood.
David Lascelles hérite du comté de Harewood à la mort de son père en 2011.

## Filmographie
Le comte de Harewood est un producteur de cinéma et de télévision. Son travail comprend :
| Année     | Titre                                                                                          | Rôle                                    |
| --------- | ---------------------------------------------------------------------------------------------- | --------------------------------------- |
| 1981      | Le retour de l'Inca                                                                            | Directeur de la photographie            |
| 1984      | Tibet : une trilogie bouddhiste                                                                | Directeur de la photographie/Producteur |
| 1984      | People Show (court-métrage télévisé)                                                           | Producteur                              |
| 1986      | Mae'n Talu Withe (téléfilm)                                                                    | Producteur                              |
| 1986      | Zastrozzi: A Romance (mini-série télévisée)                                                    | Producteur (4 épisodes)                 |
| 1988      | Piège à étoiles (téléfilm)                                                                     | Producteur associé                      |
| 1990-1991 | Inspecteur Morse (série télévisée)                                                             | Producteur (9 épisodes)                 |
| 1993      | Écran un                                                                                       | Producteur (1 épisode)                  |
| 1995      | Richard III                                                                                    | Producteur exécutif                     |
| 1996      | Les fortunes et les malheurs de Moll Flanders (série télévisée)                                | Producteur                              |
| 1996      | The Making of Moll Flanders (documentaire télévisé)                                            | Lui-même                                |
| 1998      | La sagesse des crocodiles                                                                      | Producteur                              |
| 1999      | Second Sight (téléfilm)                                                                        | Producteur                              |
| 2000      | Second Sight (série télévisée)                                                                 | Producteur exécutif                     |
| 2002      | La fille à papa (téléfilm)                                                                     | Producteur                              |
| 2002      | L'histoire de John Thaw (documentaire télévisé)                                                | Lui-même                                |
| 2013      | Sculpté avec amour : le génie de la menuiserie britannique (mini-série télévisée documentaire) | Lui-même - Comte de Harewood            |